# Sacha van Beek-Gerdes
Sacha van Beek-Gerdes (* 29. April 1921 in Amsterdam; † 30. Januar 2002 in Bilthoven) war eine niederländische bildende Künstlerin, die sich vor allem mit den Techniken und Werkstoffen Aquarell, Zeichnung, Pastellmalerei und Textilkunst auseinandersetzte.

## Leben und Werk
Sacha van Beek-Gerdes wurde als Tochter des Malers Eduard Gerdes (1887–1945) und der Übersetzerin Adèle Heemskerk im Süden von Amsterdam geboren und auf den Namen Alexandra Adelaide Gerdes getauft. Wenig später zog die Familie etwas außerhalb der Stadt in ein Landhaus mit Atelier in Laren (Noord-Holland). Schon in dieser Zeit saß sie ihrem Vater Modell, später auch verschiedenen Bildhauern wie ihrem späteren Mann Marius van Beek (1921–2003), Piet Esser (1914–2004), Pieter d’Hont (1917–1997) und Marius de Leeuw (1915–2000).
Als sie neun Jahre alt war, ließen sich die Eltern scheiden und sie wurde ihrem Vater zugesprochen. Nach der weiterführenden Schule in Hilversum ging sie an die renommierte Kunstnijverheidsschool in Amsterdam und der Rijksacademie, wo in dieser Zeit Willem van de Berg (1886–1970), ein Vetter ihres Vaters, seit 1938 Direktor war. Sie widmete sich dort – unter anderem unter Gé Röling (1904–1981) – vor allem dem Grafikdesign, der Kunstgeschichte und der Glasmalerei. Zu ihren Kommilitonen gehörten Karel Appel und 
Corneille, die zu den Gründern der 1948 initiierten internationalen Künstlergruppe CoBrA gehörten.
Van Beek-Gerdes wird ein angeborenes Zeichentalent zugesprochen und sie wird als belesen beschrieben. Während der Kriegsjahre war sie viel im Zoo, auch, „weil es dort zumindest etwas zu essen gab“. Dort fertigte sie Zeichnungen von Tieren. Die „endlosen Studien“ von Bisons waren die Grundlage für den Comic-Band Anton de Bison, der nach dem Krieg mit Texten ihres Mannes Marius van Beek zunächst in der Zeitung De Tijd, später dann in Buchform erschien. Marius van Beek schrieb als Kunstkritiker über 30 Jahre lang für dieses Blatt. Ihre Lebensgrundlage war in dieser Zeit Arbeit im Nähatelier der Wiener Modeschöpferin Löwin.
In diese Jahre fällt außerdem die Eheschließung mit Marius. Sie zogen ins Zentrum von Amsterdam, 1958 nach Oosterbeek und hatten fünf gemeinsame Kinder.
Der Zweite Weltkrieg war auch in der Biografie von Sacha Beek-Gerdes ein persönlichkeitsprägender Einschnitt. 1943 konvertierte sie zum Katholizismus, ihr Vater wurde bei den Nationalsozialisten aktiv und wurde Leiter der Abteilung für Bildende Kunst und Architektur in der Abteilung für öffentliche Information und Kunst der Kulturkammer. Zwar distanzierte sie sich von ihm, doch ließen sich Begegnungen in der Kunstakademie und die öffentliche Identifikation mit seiner Person nicht vermeiden. Er starb zwei Tage nach Kriegsende am 10. Mai 1945 in einem Krankenhaus in Den Haag, offiziell an Blutvergiftung, womöglich fiel er einem Mord zum Opfer.
Ihr Stil wird als „erkennbar realistisch“ beschrieben. Neben De Tijd wurden ihre Werke in den 1960er Jahren noch im Brabants Dagblad und anderen Zeitungen sowie in verschiedenen Broschüren und Büchern veröffentlicht. Zu ihrem Œuvre gehören auch eigene Reisegeschichten über Polen und Russland, woher ihre Großmutter stammte. In den 1980er Jahren arbeitete sie zusätzlich als Redakteurin und für französische Wörterbücher.
Sacha van Beek-Gerdes entzog sich weitgehend der Öffentlichkeit. Sie signierte ihre Werke lediglich mit einem S. und ihre Originale sind nur dank der „Sammelleidenschaft von Marius“ erhalten geblieben. Marius’ Werk und sein Atelier werden heute von der Stiftung Marius van Beek verwaltet. Sie starb an Krebs. Das Ehepaar wurde auf dem Friedhof von Bilthoven begraben. Der Grabstein trägt ein Porträt von ihr, das vom Bildhauer Pieter d’Hont gestaltet wurde.

“Tekenen beschouwde ze als noodzakelijk werk, dat ze moeiteloos deed, met een dosis sarcastisch gniffelende humor. Vaak staand gebogen - tussen het huishouden door - zette ze vlug met potlood de tekening op, daarna de lijnen volgend in conté of met het krassende pennetje Oost-Indische inkt, om de tekening dan snel met het fixeerspuitje te besproeien en weg te sturen als treinbrief (‘Zo, weg is weg’).”

„Sie betrachtete das Zeichnen als notwendige Arbeit, die sie mühelos und mit einer Prise sarkastisch kicherndem Humor erledigte. Oftmals stand sie – zwischen den Hausarbeiten – gebeugt da und zeichnete das Bild schnell mit einem Bleistift, folgte dann den Linien mit Conté oder mit dem kratzenden Tuschestift, um die Zeichnung dann schnell mit dem Fixiermittel zu besprühen und sie wie mit der Bahnpost zu versenden („Da, weg ist es“).“